# Hugh Hewitt

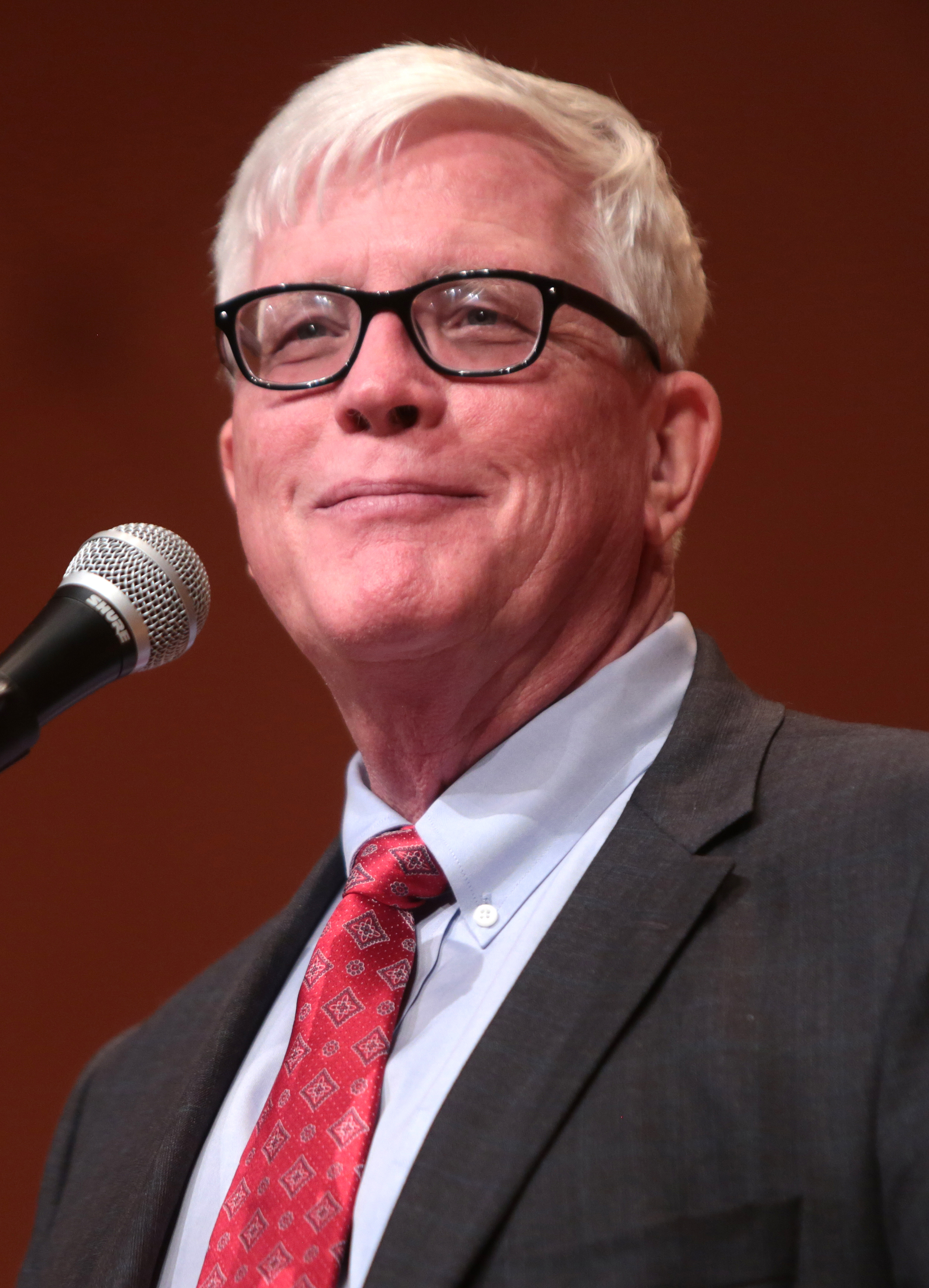
Hugh Hewitt (Januar 2017)

Hugh Hewitt (* 22. Februar 1956 in Warren, Ohio) ist ein US-amerikanischer Autor, Jurist und konservativer Journalist. Seine Talkradiosendung The Hugh Hewitt Show wird von der evangelikalen Salem Media Group produziert und US-weit über eine Reihe von Radiosendern ausgestrahlt.

## Leben
Hugh Hewitt studierte an der Harvard University und machte 1978 einen Bachelor of Arts. Er belegte in Harvard das Hauptfach „Government“. 1983 machte er an von der University of Michigan Law School seinen Abschluss als Juris Doctor mit der Note magna cum laude.
Hugh Hewitt arbeitete über fünf Jahre für die Administration von US-Präsident Ronald Reagan. Er ist Professor an der privaten Chapman University.

## Journalismus und Talkradio
Hugh Hewitt ist seit 2009 Kolumnist beim Washington Examiner. Seit Juli 2000 moderiert er die tägliche Talkradioshow The Hugh Hewitt Show. Im Sommer 1996 war er Moderator der PBS-Serie Searching For God in America, in der er Interviews mit führenden religiösen Persönlichkeiten führte. Dazu gehörten Charles Colson, der 14. Dalai Lama Tenzin Gyatso und Thomas Keating.